# Saeed Jaffrey
Saeed Jaffrey (Malerkotla, 8 gennaio 1929 – Londra, 15 novembre 2015) è stato un attore indiano naturalizzato britannico.

## Filmografia parziale

### Cinema
- Il guru (The Guru), regia di James Ivory (1969)
- Cavalieri selvaggi (The Horsemen), regia di John Frankenheimer (1971)
- Il seme dell'odio (The Wilby Conspiracy), regia di Ralph Nelson (1975)
- L'uomo che volle farsi re (The Man Who Would Be King), regia di John Huston (1975)
- I giocatori di scacchi (Shatranj Ke Khilari), regia di Satyajit Ray (1977)
- Georgie e Bonnie (Hullabaloo Over Georgie and Bonnie's Pictures), regia di James Ivory (1978)
- Assassinio sul Nilo (Death on the Nile), regia di John Guillermin (1978)
- Ek Baar Phir, regia di Vinod Pande (1980)
- Sfinge (Sphinx), regia di Franklin Schaffner (1981)
- Chashme Buddoor, regia di Sai Paranjpye (1981)
- Gandhi, regia di Richard Attenborough (1982)
- Aagaman, regia di Muzaffar Ali (1982)
- Romance, regia di Ramanand Sagar (1983)
- Masoom, regia di Shekhar Kapur (1983)
- Mandi, regia di Shyam Benegal (1983)
- Kissi Se Na Kehna, regia di Hrishikesh Mukherjee (1983)
- The Courtesans of Bombay, regia di Ismail Merchant (1983)
- Mashaal, regia di Yash Chopra (1984)
- Bhavna, regia di Pravin Bhatt (1984)
- Il filo del rasoio (The Razor's Edge), regia di John Byrum (1984)
- Passaggio in India (A Passage to India), regia di David Lean (1984)
- Ram Teri Ganga Maili, regia di Raj Kapoor (1985)
- Saagar, regia di Ramesh Sippy (1985)
- My Beautiful Laundrette - Lavanderia a gettone (My Beautiful Laundrette), regia di Stephen Frears (1985)
- Jaanoo, regia di Jainendra Jain (1985)
- Kala Dhanda Goray Log, regia di Sanjay Khan (1986)
- On Wings of Fire, regia di Cyrus Bharucha (1986)
- Jalwa, regia di Pankaj Parashar (1987)
- Khudgarz, regia di Rakesh Roshan (1987)
- Vijay, regia di Yash Chopra (1988)
- Just Ask for Diamond, regia di Stephen Bayly (1988)
- Sul filo dell'inganno (The Deceivers), regia di Nicholas Meyer (1988)
- Hero Hiralal, regia di Ketan Mehta (1988)
- Khoon Bhari Maang, regia di Rakesh Roshan (1988)
- Eeshwar, regia di K. Vishwanath (1989)
- Daata, regia di Sultan Ahmed (1989)
- Hisaab Khoon Ka, regia di Surendra Mohan (1989)
- ChaalBaaz, regia di Pankaj Parashar (1989)
- Ram Lakhan, regia di Subhash Ghai (1989)
- Naya Khoon, regia di Rajat Rakshit (1990)
- Aandhiyan, regia di David Dhawan (1990)
- Dil, regia di Indra Kumar (1990)
- Pathar Ke Insan, regia di Shomu Mukherjee (1990)
- Kishen Kanhaiya, regia di Rakesh Roshan (1990)
- Ghar Ho To Aisa, regia di Kalpataru (1990)
- Ajooba, regia di Shashi Kapoor e Gennadi Vasilyev (1991)
- Afsana Pyar Ka, regia di M.R Shahjahan (1991)
- Henna, regia di Randhir Kapoor (1991)
- Indrajeet, regia di K. V. Raju (1991)
- Masala, regia di Srinivas Krishna (1991)
- Jai Kaali, regia di Nikhil Saini (1992)
- Vansh, regia di Pappu Verma (1992)
- Suryavanshi, regia di Rakesh Kumar (1992)
- Laat Saab, regia di Sunil Agnihotri (1992)
- Anmol, regia di Ketan Desai (1993)
- Ek Hi Raasta, regia di Deepak Bahry (1993)
- Aulad Ke Dushman, regia di Rajkumar Kohli (1993)
- Balmaa, regia di Lawrence D'Souza (1993)
- Aashik Awara, regia di Umesh Mehra (1993)
- Aaina, regia di Deepak Sareen (1993)
- Dilwale, regia di Harry Baweja (1994)
- Yeh Dillagi, regia di Naresh Malhotra (1994)
- Jai Vikraanta, regia di Sultan Ahmed (1995)
- Param Vir Chakra, regia di Ashok Kaul (1995)
- Prem, regia di Satish Kaushik (1995)
- Saajan Ki Baahon Mein, regia di Jay Prakash (1995)
- Guddu, regia di Prem Lalwani (1995)
- Veergati, regia di K.K. Singh (1995)
- Angrakshak, regia di Ravi Raja Pinisetty (1995)
- Gambler, regia di Dayal Nihalani (1995)
- Trimurti, regia di Mukul S. Anand (1995)
- Kartavya, regia di Raj Kanwar (1995)
- English Babu Desi Mem, regia di Praveen Nischol (1996)
- Bambai Ka Babu, regia di Vikram Bhatt (1996)
- Raja Ki Aayegi Baraat, regia di Ashok Gaikwad (1996)
- Jaan, regia di Raj Kanwar (1996)
- Judaai, regia di Raj Kanwar (1997)
- Mahaanta, regia di Afzal Khan (1997)
- Deewana Mastana, regia di David Dhawan (1997)
- Udaan, regia di Asrani (1997)
- Naseeb, regia di Kirti Kumar (1997)
- Mohabbat, regia di Reema Rakesh Nath (1997)
- Aunty No. 1, regia di Kirti Kumar (1998)
- Jab Pyaar Kisise Hota Hai, regia di Deepak Sareen (1998)
- Achanak, regia di Naresh Malhotra (1998)
- Albela, regia di Deepak Sareen (2001)
- Mr In-Between, regia di Paul Sarossy (2001)
- Snapshots - Momenti magici (Snapshots), regia di Rudolf van den Berg (2002)
- Kaun Hai Jo Sapno Mein Aaya, regia di Rajesh Bhatt (2004)
- Bunker Hill, regia di Kevin Willmott (2008)
- Sanam Teri Kasam, regia di Lawrence D'Souza (2009)
- Everywhere and Nowhere, regia di Menhaj Huda (2011)

### Televisione
- Sergeant Cork (1966)
- The Troubleshooters (1967-1969)
- The Doctors (1970)
- Gli invincibili (The Protectors) – serie TV, episodio 1x21 (1973)
- Adam Smith (1972)
- Le soleil se lève à l'est (1974)
- Crown Court (1975; 1979)
- Lucky Feller (1976)
- Gangsters (1976-1978)
- L'ultima giraffa (1979)
- Il brivido dell'imprevisto (1980)
- The Jewel in the Crown (1984)
- Padiglioni lontani (1984)
- Tandoori Nights (1985-1987)
- Katha Sagar (1986)
- A Killing on the Exchange (1987)
- Little Napoleons (1994)
- Kurtulus (1994)
- Common As Muck (1994-1997)
- Junoon (1994-1998)
- Coronation Street (1999)
- Gul Sanobar (1999)

## Premi
- Padma Shri (2016; postumo)
- Filmfare Awards
  - 1979: "Best Supporting Actor" (Shatranj Ke Khilari)

## Doppiatori italiani
Nelle versioni in italiano delle opere in cui ha recitato, Saeed Jaffrey è stato doppiato da:
- Oreste Lionello in L'uomo che volle farsi re
- Ambrogio Colombo in Snapshots - Momenti magici